# Hořící kříž
Hořící kříž je pátou knihou (v ČR rozdělenou do dvou knih) série románů Cizinka napsané Dianou Gabaldon. Pojednává o zdravotní sestře Claire Randallové, narozené ve 20. století a jejím manželovi Jamiem Fraserovi z 18. století, válečníkovi ze skotské vysočiny. Kniha v sobě spojuje prvky historické fikce, romantiky, dobrodružství i science fiction a fantasy.
Claire, hlavní hrdinka Cizinky, vystupuje v Hořícím kříži jako neochotná věštkyně a manželka Jamieho Frasera. Společně čelí politice a nepokoji před nadcházející americkou revolucí. Předchozí román, Bubny podzimu, skončil, když oba pomáhali své dceři Brianně a jejímu manželovi z 20. století usadit se poblíž Fraser's Ridge. Hořící kříž pak na tuto snahu navazuje. Začíná svatebním obřadem Brianny a Rogera, společně se křtem jejich syna Jeremiaha. S blížící se revolucí roste nepokoj a Jamie je povolán k vytvoření milice, která má potlačit začínající povstání v severní Karolíně. Riskuje svůj život pro krále, o němž ví, že ho bude muset brzy zradit. Gabaldon dopřává čtenářům několik vyuzlení příběhů započatých v Bubnech podzimu. Tajemné postavy a zápletky jsou během spiknutí odhaleny a na konci jsou Fraserovi se svou rodinou připraveni čelit válce, která co nevidět začne.